# نمودار نواری

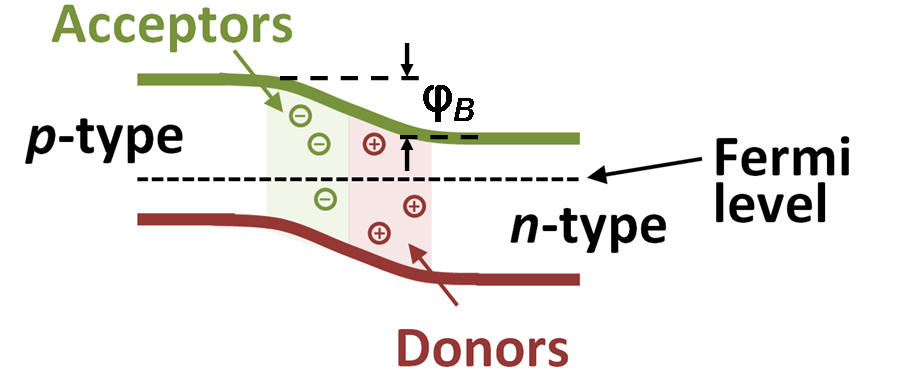
نمودار نواری برای پیوند پی-ان در تعادل. ناحیه تخلیه سایه زده‌است.

عملکرد داخلی یک دیود نورانی، نشان دادن مدار (بالا) و نمودار نواری هنگام اعمال ولتاژ بایاس (پایین).

نمودار نواری برای سد شاتکی در تعادل.

نمودار نواری برای پیوندناهمگون نیم‌رسانا در تعادل.

در فیزیک حالت جامد نیم‌رساناها، یک نمودار نواری رسم نمودار مختلف هماهنگ ترازهای انرژی الکترون (تراز فرمی و نزدیکی لبه‌های نوار انرژی) به عنوان تابعی از ابعاد مکانی است که غالباً با x مشخص می‌شود. این نمودارها به توضیح عملکرد انواع ادوات نیم‌رسانا و توضیح این‌که چگونه نوارها با موقعیت (خمش نوار) تغییر می‌کنند، کمک می‌کنند. نوارها ممکن است برای مشخص‌کردن تراز پر رنگی شوند.
از آنجا که یک نمودار نواری تغییرات ساختار نوار را از مکانی به مکان دیگر نشان می‌دهد، وضوح نمودار نواری با اصل عدم قطعیت هایزنبرگ محدود می‌شود: ساختار نواری متکی به تکانه است، که فقط برای مقیاس‌های با طول بزرگ دقیقاً تعریف شده‌است. به همین دلیل، نمودار نواری تنها می‌تواند تحول ساختار نواری را در مقیاس‌های طولانی با دقت به تصویر بکشد، و در نشان دادن تصویر میکروسکوپی تیز، رابط‌های مقیاس اتمی بین مواد مختلف (یا بین یک ماده و خلاء) مشکل دارد. به‌طور معمول، یک رابط باید به عنوان «جعبه سیاه» نمایش داده شود، اگرچه اثرات طول بلند آن در نمودار نواری به صورت خمش نوار مجانبی نشان داده شده‌است.